# Astragalus laxmannii
Astragalus laxmannii är en ärtväxtart som beskrevs av Nikolaus Joseph von Jacquin. Astragalus laxmannii ingår i släktet vedlar, och familjen ärtväxter. Inga underarter finns listade i Catalogue of Life.